# Dháka
Dháka (bengálsky ঢাকা) je hlavní a největší město Bangladéše. Je devátým největším městem na světě, v celé megalopoli žije asi 24 milionů lidí, z toho asi 10 milionů v samotné Dháce. Ta je s rozlohou přibližně 300 km² a hustotou 23 234 obyvatel na kilometr čtvereční sedmým nejhustěji zalidněným městem na světě. Celá metropolitní oblast je pak považována za nejhustěji osídlenou zastavěnou městskou oblast na světě. Dháka je nejdůležitějším kulturním, ekonomickým a vědeckým centrem východní části jižní Asie, významným městem s muslimskou většinou a také největším bengálskojazyčným městem na světě. Z hlediska HDP se Dháka řadí na třetí místo v jižní Asii a na 39. místo na světě. Leží v deltě Gangy a je ohraničena řekami Buriganga, Turag, Dhaleshwari a Shitalakshya.
Oblast Dháky je osídlena již od prvního tisíciletí našeho letopočtu. Raně novověké město se rozvíjelo od 17. století jakožto obchodní centrum Mughalské říše. Dháka byla v té době po 75 let hlavním městem Bengálské súby, bengálským centrem obchodu s mušelínem a jedním z nejvíce prosperujících měst na světě. Na počest někdejšího vládnoucího císaře Džahángíra bylo mughalské město pojmenováno Džahángirnagar (Džahángírovo město). Mezi bohatou mughalskou elitu města patřila knížata a synové mughalských císařů. Sláva předkoloniálního města vrcholila v 17. a 18. století, kdy bylo domovem obchodníků z celé Eurasie. Přístav Dháka byl významným obchodním místem pro říční i námořní obchod. Mughalové ve městě postavili množství zahrad, hrobek, mešit, paláců a pevností, takže bylo kdysi nazýváno Benátkami Východu.
Za britské nadvlády byla ve Dháce zavedena elektřina, železnice, kina, univerzity a vysoké školy západního typu a moderní vodovod. Po roce 1905 se jako hlavní město provincie Východní Bengálsko a Ásám stalo důležitým správním a vzdělávacím centrem Britské Indie. V roce 1947, po skončení britské nadvlády, se Dháka stala správním městem provincie Východní Bengálsko a později provincie Východní Pákistán, roku 1962 byla prohlášena za legislativní hlavní město Pákistánu. Po válce za nezávislost se v roce 1971 stala hlavním městem nezávislého Bangladéše.
Dháka je jako globální město centrem politického, hospodářského a kulturního života Bangladéše. Je sídlem bangladéšské vlády, mnoha bangladéšských společností a hlavních bangladéšských vzdělávacích, vědeckých, výzkumných a kulturních organizací. Od té doby, co se stala moderním hlavním městem, se počet obyvatel a rozloha Dháky enormně zvýšily, stejně jako její sociální a ekonomická rozmanitost. Město je jednou z nejhustěji industrializovaných oblastí v zemi a na celkové ekonomice Bangladéše se podílí 35 %.
Na dhácké burze je kótováno více než 750 společností. V Dháce sídlí více než 50 diplomatických misí a také ústředí organizací BIMSTEC, CIRDAP a Mezinárodní studijní skupiny pro jutu. Dháka je proslulá svým kulinářstvím. Městská kultura je známá rikši, pokrmem Kacchi Biryani, uměleckými festivaly, pouličním jídlem a náboženskou rozmanitostí. Nejvýznamnější architektonickou památkou Dháky je modernistická budova bangladéšského parlamentu; zároveň se zde nachází 2000 budov z mughalského a britského období. S městem jsou spojeni dva nositelé Nobelovy ceny. Každoroční bengálský novoroční průvod, džamdánské sárí a umění dháckých rikšů byly organizací UNESCO uznány za nehmotné kulturní dědictví lidstva. Ve městě se narodilo mnoho spisovatelů a básníků několika jazyků, zejména bengálštiny a angličtiny. 

## Název
Původ názvu města není přesně znám. Jednou možností je, že pochází z bengálského slova „dhaka“, což v češtině znamená „skrývat, pokrývat, poklice či kryt“. Dalšími možnostmi je odvození od slova „dhak“ (česky: strom), jména bohyně Dhakeswari (Ukrytá bohyně, její svatyně se nachází v západní části metropole), či ze jména ženských božstev dákiní.

## Geografie
Dháka leží v oblasti severně od řeky Buriganga (Padma), na jednom z ramen veletoku Brahmaputra. Průměrná nadmořská výška města je 6 m, nejnižším bodem je hladina řeky Brahmaputry ve výšce 3 m n. m., nejvyšším bodem je meteorologická stanice ve výšce 8 m n. m. Průměrné teploty jsou po celý rok celkem vyrovnané. V lednu se průměrná teplota pohybuje okolo 20 °C, v červenci pak okolo 28 °C. V lednu průměrně spadne 10 mm srážek, v červenci 330 mm srážek.

## Historie
Město bylo pravděpodobně založeno v období 1. tisíciletí našeho letopočtu, nemělo však větší význam. Ten vzrostl až v 17. století, tehdy se Dháka stala sídlem mughálských guvernérů bengálské provincie. Tehdy byla střediskem námořního obchodu, který sem přitahoval obchodníky z Nizozemí, Anglie a Francie. Později se ale hlavní město provincie přesunulo do Muršídabádu a nastalo období úpadku města. V roce 1765 se Dháka dostala pod britskou nadvládu a o téměř 100 let později získala městská práva. Během 19. století, kdy bylo město stále pod britskou kontrolou, jeho význam ustupoval před Kalkatou. Na významu začala Dháka nabývat až na počátku 20. století po vyhlášení Východního Bengálska a Ásámu. V této době město patřilo mezi významná obchodní střediska. Po rozdělení Britské Indie a vyhlášení nezávislosti v roce 1947 se Dháka stala hlavním městem provincie Východní Bengálsko a v roce 1956 Východního Pákistánu. V roce 1971 během války o získání samostatnosti Východního Pákistánu byla silně poškozena. Krátce po těchto událostech došlo k rozdělení země a vyhlášení nezávislého státu Bangladéš s hlavním městem Dhákou.

## Doprava
Dháka je jedním z nejméně motorizovaných měst na světě, automobil vlastní pouhých šest procent obyvatel. V roce 2023 tvořily polovinu registrovaných vozidel ve městě motocykly. Nejoblíbenějším a všudypřítomným dopravním prostředkem tříkolová cyklistická rikša, která byla v roce 2011 využívána pro 54 % jízd vozidly. Oblíbeným dopravním prostředkem jsou také automobilové rikši poháněné stlačeným zemním plynem (CNG). Dháka patří k dopravními kongescemi celosvětově nejvíce zatíženým městům; odhaduje se, že v roce 2020 stály dopravní problémy místní ekonomiku 6,5 miliardy amerických dolarů. Průměrná rychlost automobilu jedoucího ve městě je méně než 7 km/h.
Z Dháky vychází pět z osmi hlavních bangladéšských dálnic: N1, N2, N3, N5 a N8. Město je také přímo napojeno na dvě nejdelší trasy asijské dálniční sítě (AH1 a AH2) a také na trasu AH41. V rámci Dháky byla v roce 2023 zprovozněna nadzemní rychlostní silnice Dhaka Elevated Expressway, která zlepšuje spojení severní, střední, jižní a jihovýchodni části města.
V roce 2007 přepravily autobusy v Dháce denně přibližně 1,9 milionu cestujících. Zdejší městské autobusy provozuje především řada soukromých společností, pouze menší část provozuje státní společnost Bangladesh Road Transport Corporation (BRTC). Autobusy BRTC jsou červené a vycházejí z londýnských autobusů Routemaster. V Dháce jsou tři meziokresní autobusové terminály, které se nacházejí v městských částech Mohakhali, Saidabad a Gabtoli. V roce 2022 byl plánován jejich přesun mimo město. Dálkové autobusové linky do indických měst Kalkata, Agartala, Guváhátí a Šilaung provozuje společnost BRTC a soukromí dopravci.
Říční přístav Sadarghat na břehu řeky Buriganga slouží k přepravě zboží a cestujících proti proudu řeky a do dalších přístavů v Bangladéši. Meziměstské a meziokresní motorové lodě a osobní přívozy využívá mnoho lidí k cestám z města do říčních oblastí země. Na řece Buriganga a jezerech Hatirjheel a Gulshan je k dispozici linková vodní doprava, která zajišťuje spojení po dvou trasách: Tejgaon–Gulshan a Tejgaon–Rampura.
Největší a nejrušnější železniční stanicí ve městě je nádraží Kamalapur, které se nachází na severovýchodní straně městské části Motijheel. Státní Bangladéšské železnice zajišťují příměstskou a vnitrostátní dopravu, pravidelné rychlíkové spoje spojují Dháku s dalšími velkými městskými oblastmi, jako jsou Čitágáon, Rádžašáhí, Khulaná, Silét a Rangpur. Maitree Express a Mitali Express zajišťují spojení z Dháky do Západního Bengálska v Indii. První linka dháckého metra byla uvedena do provozu v prosinci 2022.
Mezinárodní letiště Hazrata Šáhdžalála, které se nachází 15 kilometrů severně od centra Dháky, je největším a nejrušnějším mezinárodním letištěm v zemi. Ačkoli bylo postaveno s roční kapacitou 8 milionů odbavených cestujících, v roce 2023 odbavilo více než 11 milionů cestujících. V roce 2019 byla zahájena stavba třetího termminálu, jehož úkolem je více než zdvojnásobit kapacitu na až 20 milionů odbavených cestujících ročně. Průměrný pohyb letadel za den je kolem 330 letů. Letiště je centrálou většiny bangladéšských leteckých společností. Vnitrostátní linky létají do Čitágáonu, Silétu, Rádžašáhí, Cox's Bazaru, Džašoharu, Barišálu a Saidpuru, mezinárodní linky směřují do velkých měst v Asii, Evropě a na Blízkém východě.

## Zajímavá místa
Spousta historických památek z muslimského období se zachovala především ve starém městě. Vyjímá se mezi nimi pevnost Lal Bagh s mauzoleem Bibi Pari, karavanseraj Bara Katra, další karavanseraj Chhota Katra, palác Ahsan-Manzil a náboženský památník Husayni Dalal. Ve městě dále stojí více, než 700 mešit, nejznámější z nich je Bajt al-Mukarram. Nedaleko Dháky se nachází starobylé město Vikrampur. Zajímavé jsou také budovy parlamentu a Veletržní palác. Na ulici Buckland Road stojí dva největší přístavy celé metropole, Saddarghat a Badam Tali.
V Dháce se také nachází největší nákupní centrum v Bangladéši. Dne 13. března 2009 vyhořela horní patra tohoto obchodního domu.[zdroj?]